# Fédération internationale de canoë
Pour les articles homonymes, voir FIC et ICF.

Ancien logo de la Fédération internationale de canoë

La Fédération internationale de canoë (FIC ; en anglais : International Canoe Federation, ICF) gère le canoë et le canoë-kayak au niveau mondial. Elle est reconnue par le Comité international olympique. Elle gère le paracanoë, qui est au programme des Jeux paralympiques de 2016 à de Rio de Janeiro. Reconnue aussi par l'Association globale des fédérations internationales sportives (GAISF), ce sont les disciplines de kayak-polo et de bateau-dragon qui figurent aux Jeux mondiaux.
Cette fédération organise notamment les championnats du monde et Coupes du Monde pour les disciplines qu'elle gère directement : championnats du monde de slalom dès 1948 à Genève (JO1972) , et les championnats du monde de course en ligne (et JO1936), descente de rivière depuis 1959 sur la Vézère en France (avec k1 rigide ou Pliants), marathon, kayak-polo, dragon boat, ocean racing, freestyle.
Pour d'autres disciplines : Va'a, Waweski, rafting, kayak de sauvetage, canoë à voile, la FIC a signé des conventions avec des fédérations spécialisées.
Les racines de cette fédération internationale remontent au 19 janvier 1924 avec la fondation par l'Allemagne, le Danemark, l'Autriche , la Suède et la Tchécoslovaquie, d'une représentation internationale nommée Internationale Repräsentantenschaft Kanusport (IRK) dont le siège était à Munich, en Allemagne. En 1930 adhèrent la Pologne et la Suisse.
Aux JO de Paris en 1924, le canoë est discipline de démonstration, sans kayak.
L'admission aux JO est le thème principal de la réunion du 30 octobre 1932 à Vienne , ou sont représentés 11 pays : l'Allemagne, l'Autriche, le Danemark, la Pologne, la Tchécoslovaquie, la Suède, et les nouveaux, la Finlande, la France, le Luxembourg, la Hongrie -après accord de la FISA car encore section d'aviron -, et la Yougoslavie sous condition de créer une association nationale.
Les normes de bateaux sont sujets de discussions, entre les kayaks pliants et rigides que les scandinaves ont adoptés sur le modèle des kayaks grönlandais.
En 1933, s'ajoutent la Belgique,la Grande-Bretagne et les Pays-Bas, en 1934, la Norvège, Memel (jusqu'en 1939), les USA -enfin, après des discussions sur le type de canoë. Le CIO décide l'admission du canoë aux JO, et en 1936, pour les JO, le Brésil, le Canada, l' Italie, et la Lettonie (jusqu'en 1939).
Aux JO de Berlin en 1936, les courses de canoë-kayak sont officielles, sous les règles de l'IRK, alors que les 2 langues du CIO publient déjà les appellations de Fédération internationale de Canoe-ICF (rapport des JO 1936-librairie du CIO).
Les kayaks sont de 2 types : R-rigides ou F-pliants.
Le français Henri Eberhardt du club de Mulhouse gagne la médaille d'argent en K1pliant sur 10000m , qui en France est comptée à la fédération d'aviron, la FFC-k, fondée en 1932, n'étant pas encore agrée par le CNOFrance dans les délais pré-olympiques.
En 1938, le Japon devient membre, mais les JO de 1940 prévus dans ce pays n'ont pas lieu, ni ceux de 1944. 
En 1946, l'IRK se transforme en International Canoe Federation. 
Aux JO de Londres en 1948 l'Allemagne est absente car encore inexistante juridiquement.
En 1950, adhèrent l'Australie, la Sarre (jusqu'en 1956), la Roumanie et en 1952 l'Union Soviétique, l'Espagne, les 2 Allemagnes-fédérale (ouest) et démocratique (est).
La FIC regroupe en 2010 sur les cinq continents 147 fédérations nationales. Cinq associations continentales organisent compétitions et séminaires de formation.
L'Association Européenne de Canoe est présidée par le britannique Albert Woods jusqu'en avril 2023, et depuis par le président de la FFCK Jean Zoungrana.
L'Exécutif est assurée par le Comité de 5 membres, suivant les décisions du Comité Directeur -le Board- qui regroupe des représentants continentaux et les présidents -Chairman- des comités de disciplines sportives.

## Français dirigeants à la FIC
Président : Charles Caudron de Coquereaumont de 1960 à 1980, hospitalisé lors des JO de Moscou ;
- vice-président : Marcel Venot jusqu'en 2004, après de longues années comme membre du Board pour l'Europe ;

- membres du Board comité Directeur ;

- Marcel Colman, dont la proposition en 2000 de transformer son poste de Chairman du Touring Committee en celui de 3e vice-président FIC « Sport pour tous », qui permet de mieux développer la pratique du "Handikayak" et d'élargir la représentation continentale au comité exécutif , est adoptée.

- En 2012, Jean-Michel Prono est réélu pour une 3e période au Board comme Chairman du comité de slalom-olympique ; il assure cette responsabilité jusqu'aux JO de Paris 2024.

En 2014, Tony Estanguet a été élu vice-président de l'ICF.
Plusieurs français de la FFCK ont été ou sont membres des commissions techniques.

## Fédérations membres
| Afrique Confederation of African Canoeing | Amériques Panamerican Canoe Federation | Asie Asian Canoe Confederation | Europe European Canoe Association | Océanie Oceania Canoe Association |
| --- | --- | --- | --- | --- |
| - Algérie (Fédération algérienne des sociétés d'aviron et de canoë kayak) - Angola (Federação angolana de desporto nautico) - Burkina Faso (Burkina rowing and canoeing federation) - Burundi (Fédération nationale de canoé du Burundi) - Cameroun (Cameroon nautical sports federation) - République démocratique du Congo (Fédération congolaise de canoé kayak) - Djibouti (Djibouti rowing and canoe federation) - Égypte (The egyptian canoe & kayak federation) - Érythrée (Eritrean rowing and canoeing federation) - Éthiopie (Ethiopian canoeing federation) - Ghana (Ghana rowing & canoe association) - Guinée-Bissau (Federação de canoagem da guinea-bissau) - Côte d'Ivoire (Fédération ivoirienne de pirogue et canoé kayak) - Kenya (Kenya rowing and canoe association) - Liberia (Liberia rowing and canoeing federation) - Libye (The general libyan sailing and sea sport federation) - Madagascar (Madagascar yachting,rowing and canoeing federation) - Malawi (Canoeing association of Malawi) - Mali (Fédération malienne de canoé kayak) - Maurice (Mauritius canoe/kayak federation) - Maroc (Fédération royale marocaine de canoé-kayak) - Mozambique (Federacao mocambicana de vela e canoagem) - Namibie (Namibia canoeing & rowing federation) - Nigeria (Nigerian rowing, canoeing and sailing federation) - Guinée équatoriale (Federacion ecuatoguineana de canoa/kayak) - Sao Tomé-et-Principe (Sao Tome and Principe canoe federation) - Sénégal (Fédération sénégalaise de canoé kayak) - Seychelles (Seychelles canoe association) - Somalie (Somali rowing and canoeing federation) - Afrique du Sud (Canoeing South Africa) - Soudan (Sudanese rowing & canoe federation) - Togo (Fédération togolaise d'aviron et de canoé) - Tunisie (Fédération tunisienne de canoe-kayak) - Ouganda (Uganda canoe federation) - Zambie (Zambia amateur rowing and canoeing association) | - Antigua-et-Barbuda (Antigua & barbuda canoe and kayak association) - Argentine (Federacion argentina de canoas) - Aruba (Aruba rowing and canoe association) - Belize (Belize canoe association) - Bolivie (Federacion boliviana de canotaje 'feboca') - Brésil (Brazilian canoe confederation) - Îles Vierges britanniques (British Virgin islands canoe and kayak federation) - Canada (Canoé kayak canada) - Chili (Federación chilena de canotaje) - Colombie (Federación colombiana de canotaje) - Costa Rica (Federación costarricense de kayak y canotaje) - Cuba (Federación cubana de canotaje) - République dominicaine (Federación dominicana de remo y canotaje (fedoreca)) - Équateur (Federación ecuatoriana de canotaje) - Salvador (Federación salvadoreña de canotaje) - Guatemala (Federación guatemalteca de remo y canotaje de guatemala) - Guyana (Guyana canoe federation) - Honduras (Federación nacional de canoa y kayak de Honduras) - Jamaïque (Jamaica canoe kayak federation) - Mexique (Federación mexicana de canotaje) - Nicaragua (Federación nicaragüense de canotaje) - Paraguay (Federación paraguaya de canotaje 'fepaca') - Pérou (Federación deportiva nacional de canotaje) - Porto Rico (Puerto Rico canoe federation) - Panama (Union panameña de remo aficionado) - Saint-Vincent-et-les-Grenadines (Saint Vincent and the Grenadines canoe association) - Antilles néerlandaises (Sint Maarten canoe federation) - Suriname (Suriname canoe federation) - Trinité-et-Tobago (Trinidad & Tobago canoe/kayak federation) - États-Unis (American canoe association (aca)) - Uruguay (Federación uruguaya de canotaje) - Venezuela (Federación venezolana de canotaje) | - Afghanistan (Afghanistan canoeing federation) - Bhoutan (Bhutan canoe federation) - Brunei (Brunei darussalam national canoe association) - Cambodge (Cambodian canoeing, rowing and traditional boat race federation) - Chinese Taipei (Chinese taipei canoe association) - Corée du Nord (Democratic people's republic of Korea) - Timor oriental (Federaçao de canoagem de Timor-Leste) - Hong Kong (Hong Kong canoe union) - Inde (Indian kayaking & canoeing association) - Indonésie (Indonesian rowing and canoeing association) - Irak (Iraqi canoe federation) - Iran (Iran canoe, rowing & sailing federation) - Japon (Japan canoe federation) - Kazakhstan (Canoe federation of Kazakhstan) - Corée du Sud (Korean canoe federation) - Koweït (Kuwait sea sport club) - Kirghizistan (Canoe kayak federation of Kyrgyzstan) - Laos (Lao canoe-kayak federation) - Liban (Fédération libanaise de canoë-kayak) - Macao (General association of Macau canoeing) - Malaisie (Malaysia canoe association) - Mongolie (Mongolian outdoor sports federation) - Birmanie (Myanmar rowing & canoeing federation) - Népal (Nepal rafting and canoeing association) - Pakistan (Pakistan canoe and kayak federation) - Palestine (Palestine rowing and canoeing federation) - Chine (Chinese canoeing association) - Philippines (Philippine canoe federation) - Qatar (Qatar sailing and rowing federation) - Ouzbékistan (Canoe federation of Uzbekistan) - Singapour (Singapore canoe federation) - Sri Lanka (National association of canoeing and kayaking in Sri Lanka) - Tadjikistan (Canoe federation of Tajikistan) - Thaïlande (The rowing and canoeing federation of Thailand) - Turkménistan (Turkmenistan canoe federation) - Émirats arabes unis (UAE marine sports federation) - Viêt Nam (Vietnam canoeing, rowing and sailing federation) | - Albanie (Albanian rowing and canoe association 'liburna') - Andorre (Andorra canoeing federation) - Arménie (Armenian national canoe federation) - Autriche (Oesterreichischer kanuverband) - Azerbaïdjan (Azerbaijan rowing & canoe federation) - Biélorussie (Belarus canoe association) - Belgique (Royal belgian canoe federation) - Bosnie-Herzégovine (Canoe federation of bosnia and herzegovina) - Bulgarie (Bulgarian canoe federation) - Croatie (Croatian canoe federation) - Chypre (Cyprus canoe federation) - Tchéquie (Czech canoe union - ccu) - Danemark (Dansk kano og kajak forbund dkf) - Estonie (Estonian canoeing federation) - Finlande (Finnish canoe federation) - France (Fédération française de canoë-kayak) - Macédoine du Nord (Former yugoslav republic of Macedonia canoe federation) - Géorgie (Georgian national canoe federation) - Allemagne (Deutscher kanu verband e. v.) - Grande-Bretagne (British Canoe Union) - Grèce (Hellenic canoe-kayak federation) - Hongrie (Magyar kajak-kenu szÖvetsÉg mkksz) - Irlande (Canoeing Ireland) - Israël (Israel canoe association) - Italie (Federazione italiana canoa kayak fick) - Lettonie (Latvia canoe federation) - Lituanie (Lithuanian canoe federation) - Luxembourg (Fédération luxembourgeoise de canoë-kayak) - Malte (Malta canoe federation) - Moldavie (Kayak-canoe federation of Moldova) - Monténégro (Montenegrin canoe federation) - Pays-Bas (Watersportverbond) - Norvège (Norwegian canoe federation) - Pologne (Polish canoe federation) - Portugal (Federação portuguesa de canoagem) - Roumanie (Federatia romana de kaiac-canoe) - Russie (Russian canoe federation) - Serbie (Canoe federation of Serbia) - Slovaquie (Slovak canoeing) - Slovénie (Canoe federation of Slovenia) - Espagne (Real federacion española de piragüismo) - Suède (Svenska kanotfÖrbundet skf) - Suisse (Schweizerischer kanu-verband) - Turquie (Turkish canoe federation) - Ukraine (Ukrainian canoe federation) | - Samoa américaines (American samoa kayak canoeing association) - Australie (Paddle Australia) - Îles Cook (Cook Islands canoe association (cica)) - Fidji (Fiji outrigger) - Guam (Guam kayak and canoe federation) - Tonga (Tonga canoe association) - Kiribati (Kiribati national canoeing federation inc.) - Nouvelle-Zélande (New zealand canoeing federation inc.) - Palaos (Canoe association of Palau) - Papouasie-Nouvelle-Guinée (Papua New Guinea canoeing association inc.) - Samoa (Faalapotopotoga alo va'a samoa) - Polynésie française (Fédération tahitienne de kayak) - Vanuatu (Vanuatu canoeing association) |